# Baggerseen Krauchenwies/Zielfingen
Das Gebiet Baggerseen Krauchenwies/Zielfingen ist ein 2007 eingerichtetes und mit Verordnung vom 5. Februar 2010 durch das Ministerium für Ernährung und Ländlichen Raum festgelegtes Europäisches Vogelschutzgebiet (Schutzgebietskennung DE-7921-401) im Bereich der Krauchenwieser Seenplatte im baden-württembergischen Landkreis Sigmaringen in Deutschland.

## Lage
Das 750,1 Hektar (ha) große Vogelschutzgebiet Baggerseen Krauchenwies/Zielfingen liegt im Tal der der Donau zufließenden Ablach, nördlich von Krauchenwies, auf einer durchschnittlichen Höhe von 600 m ü. NN. Es verteilt sich auf die Gemeinden Mengen, Sigmaringen, Sigmaringendorf und Krauchenwies im Landkreis Sigmaringen.

## Beschreibung
Beschrieben wird das Gebiet Baggerseen Krauchenwies/Zielfingen als „durch Kiesabbau entstandene Baggerseenlandschaft entlang der Ablach mit Röhricht, offenen Schlick-/Kiesflächen, rekultivierten Ufern/Inseln, Sukzessionsflächen, eingebettet in offene Agrarlandschaft im Wechsel mit Gehölzen, kleinen Wäldern und einer durch den Fürsten von Hohenzollern-Sigmaringen im 19. Jahrhundert im Stil der englischen Landschaftsgärten angelegten Parkanlage“.

### Lebensraumklassen
|                                                        |                                                        |  |        |        |
| Nichtwaldgebiete mit hölzernen Pflanzen, Gestrüpp usw. | Nichtwaldgebiete mit hölzernen Pflanzen, Gestrüpp usw. |  | 8 ha   | 8 ha   |
| Laubwald                                               | Laubwald                                               |  | 15 ha  | 15 ha  |
| Mischwald                                              | Mischwald                                              |  | 135 ha | 135 ha |
| Binnengewässer, fließend und stehend                   | Binnengewässer, fließend und stehend                   |  | 165 ha | 165 ha |
| trockengelegtes Grünland                               | trockengelegtes Grünland                               |  | 127 ha | 127 ha |
| Anderes Ackerland                                      | Anderes Ackerland                                      |  | 188 ha | 188 ha |
| Sonstiges, einschließlich Bebauungen                   | Sonstiges, einschließlich Bebauungen                   |  | 112 ha | 112 ha |
|                                                        |                                                        |  |        |        |

## Bedeutung
Das Schutzgebiet ist ein Rastgebiet nationaler Bedeutung sowie ein bedeutendes Brutgebiet für Kolbenente, Schwarzkopfmöwe und Tüpfelsumpfhuhn in Baden-Württemberg.

## Schutzzweck
Die gebietsbezogenen Erhaltungsziele sind je nach Art unterschiedlich beschrieben:

### Bekassine(Gallinago gallinago)

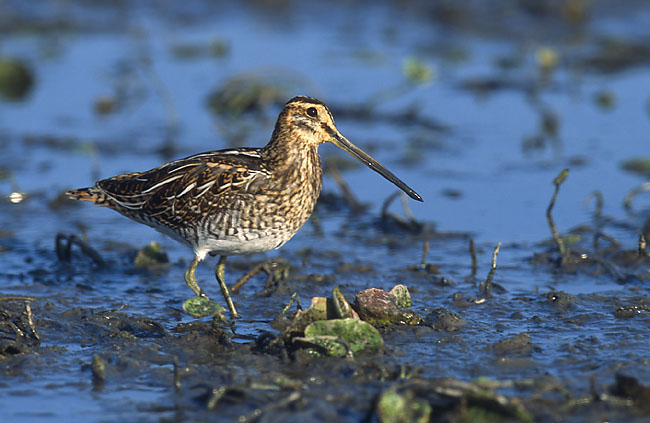
Bekassine

Erhaltung der Feuchtwiesenkomplexe, insbesondere mit Streuwiesen oder extensiv genutzten Nasswiesen, der naturnahen Bachniederungen und Moore, der Verlandungszonen stehender Gewässer mit lichtem Schilfröhricht oder Seggenrieden, der Lebensräume ohne Gefahrenquellen wie Freileitungen, Erhaltung von Flutmulden, zeitweise überschwemmten Senken, nassen Ackerbereichen und ständig Wasser führenden Gräben, von Gras-, Röhricht- und Staudensäumen sowie Erhaltung störungsfreier oder zumindest störungsarmer Fortpflanzungsstätten während der Fortpflanzungszeit zwischen dem 15. Februar und dem 15. August.

### Eisvogel(Alcedo atthis)
Erhaltung der naturnahen Gewässer, von Steilwänden und Abbruchkanten aus grabbarem Substrat in Gewässernähe, von für die Brutröhrenanlage geeigneten Wurzeltellern umgestürzter Bäume in Gewässernähe, von Strukturen, die als Ansitz für die Jagd genutzt werden können wie starke Ufergehölze mit über das Gewässer hängenden Ästen, Erhaltung einer Wasserqualität, die gute Sichtbedingungen für den Beutefang gewährleistet, einer Gewässerdynamik, die die Neubildung von zur Nestanlage geeigneten Uferabbrüchen ermöglicht, Erhaltung von Sekundärlebensräumen wie aufgelassene Abbaustätten mit Gewässern und Steilufern, des Nahrungsangebots mit Kleinfischarten und Jungfischaufkommen sowie Erhaltung störungsfreier oder zumindest störungsarmer Fortpflanzungsstätten während der Fortpflanzungszeit vom 15. Februar bis zum 15. September.

### Flussseeschwalbe(Sterna hirundo)

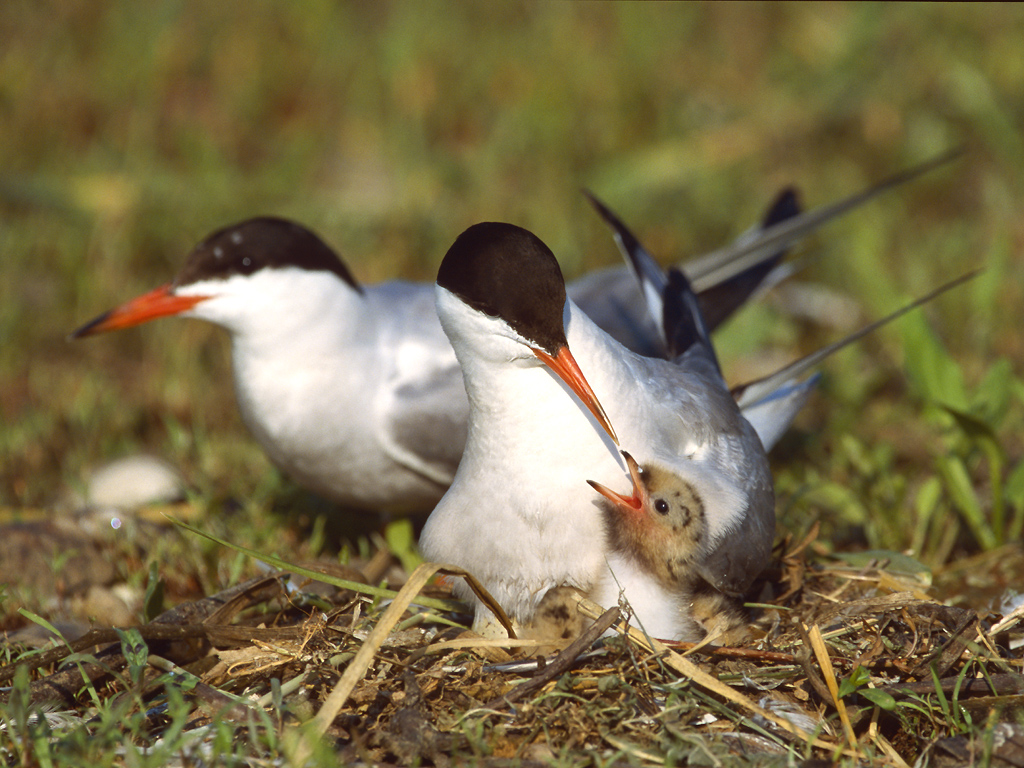
Flussseeschwalbe mit Küken

Erhaltung der naturnahen Gewässer, vorhandenen Nistgelegenheiten, des Nahrungsangebots mit Kleinfischarten und Jungfischaufkommen, einer Wasserqualität, die gute Sichtbedingungen für den Beutefang gewährleistet sowie störungsfreier oder zumindest störungsarmer Fortpflanzungsstätten während der Fortpflanzungszeit vom 1. April bis zum 30. September.

### Kiebitz(Vanellus vanellus)
Erhaltung von weiträumigen offenen Kulturlandschaften, Viehweiden, mageren Wiesen mit lückiger Vegetationsstruktur, Grünlandbrachen, Ackerland mit später Vegetationsentwicklung und angrenzendem Grünland, von Flutmulden, zeitweise überschwemmten Senken und nassen Ackerbereichen, Erhaltung der extensiv genutzten Feuchtwiesenkomplexe, der naturnahen Flussniederungen, der Gewässer mit Flachufern sowie Erhaltung störungsfreier oder zumindest störungsarmer Fortpflanzungsstätten während der Fortpflanzungszeit vom 1. Februar bis zum 31. August.

### Kolbenente(Netta rufina)

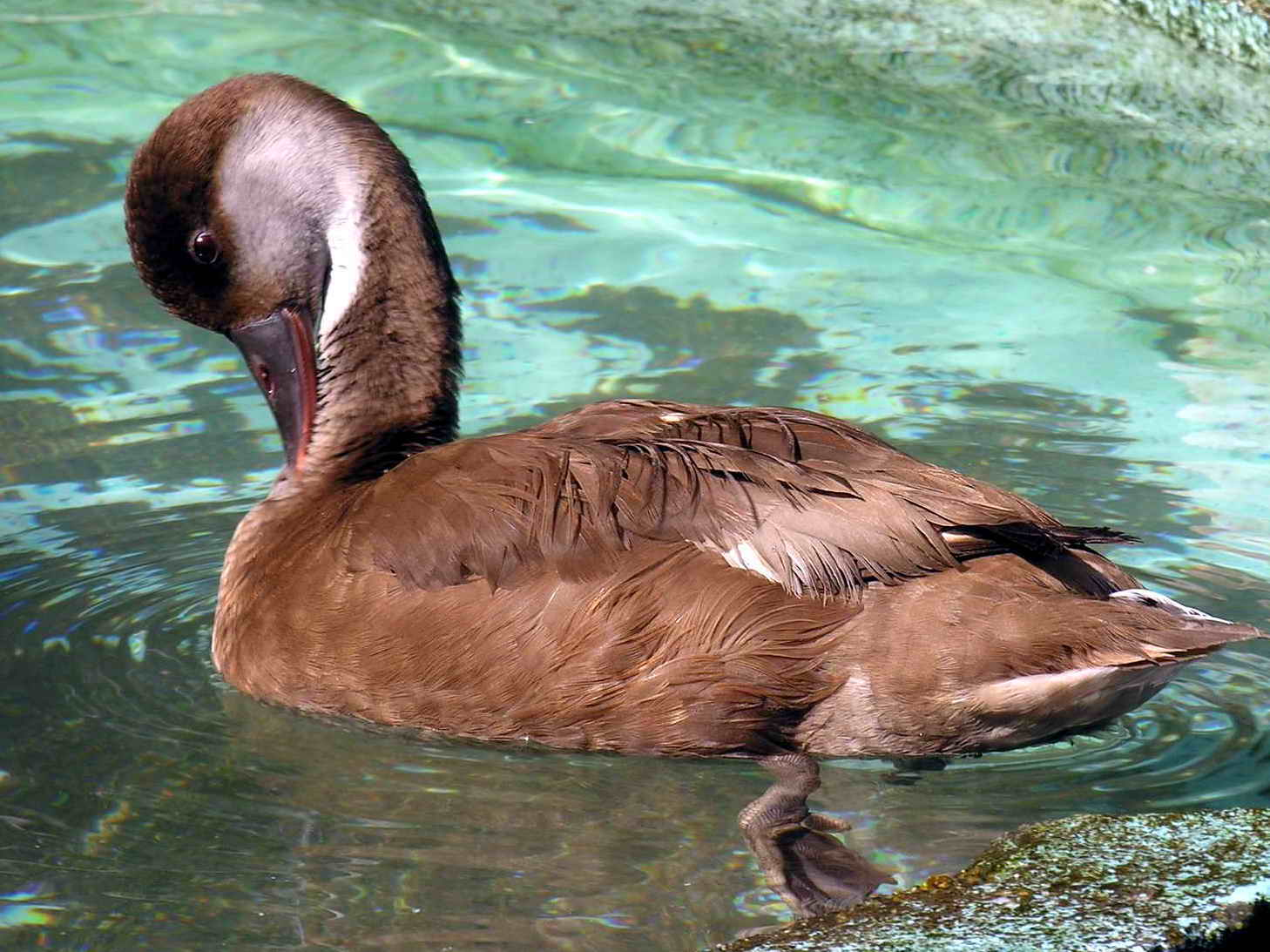
Kolbenente

Erhaltung der Flachwasserseen oder -zonen mit Wasserpflanzenvorkommen, insbesondere Armleuchteralgen und Laichkrautgewächse, der Verlandungsbereiche mit Röhrichten, Seggenrieden und Flachwasserzonen, Erhaltung einer ausreichenden Wasserqualität für Wasserpflanzenvorkommen, Erhaltung von Sekundärlebensräumen wie flachen, vegetationsreichen Teichen, Aufrechterhaltung eines Wasserregimes ohne starke Wasserstandsschwankungen während der Brut- und Aufzuchtszeit (15. April bis 15. September) sowie Erhaltung störungsfreier oder zumindest störungsarmer Fortpflanzungs- bzw. Mauserstätten während der Brut- und Aufzuchtszeit und der Mauser (1. Juni bis 15. September).

### Rotmilan(Milvus milvus)
Erhaltung von vielfältig strukturierten Kulturlandschaften mit lichten Waldbeständen, von Feldgehölzen, großen Einzelbäumen und Baumreihen in der offenen Landschaft, von Grünland, von Altholzinseln und alten, großkronigen Bäumen mit freier Anflugmöglichkeit, Erhaltung der Bäume mit Horsten, der Lebensräume ohne Gefahrenquellen wie nicht vogelsichere Freileitungen und Windkraftanlagen sowie die Erhaltung störungsfreier oder zumindest störungsarmer Fortpflanzungsstätten während der Fortpflanzungszeit vom 1. März bis zum 31. August.

### Schwarzkopfmöwe(Ichthyaetus melanocephalus)

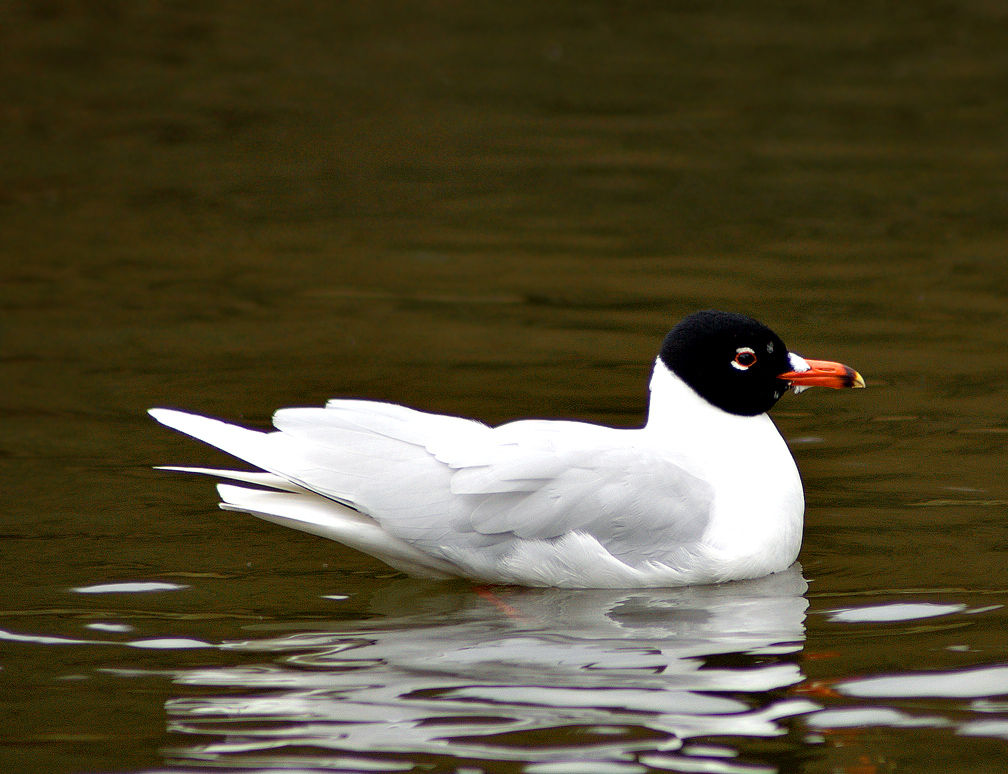
Schwarzkopfmöwe

Erhaltung der Gewässer mit Flachwasser- und Verlandungszonen sowie aufgelockerten Schilfbeständen, Kiesinseln oder -halbinseln, Feuchtgebieten und Grünland in Flussniederungen und Auenlandschaften, Pionier- bis frühen Sukzessionsstadien an den Brutplätzen, Erhaltung der Lachmöwenkolonien sowie störungsfreier oder zumindest störungsarmer Fortpflanzungsstätten während der Fortpflanzungszeit vom 1. März bis zum 31. Juli.

### Schwarzmilan(Milvus migrans)
Erhaltung von vielfältig strukturierten Kulturlandschaften, von lichten Waldbeständen, insbesondere Auenwäldern, von Feldgehölzen, großen Einzelbäumen und Baumreihen in der offenen Landschaft, Grünland, Altholzinseln und alten, großkronigen Bäumen mit freier Anflugmöglichkeit, insbesondere in Waldrandnähe, Erhaltung der naturnahen Fließ- und Stillgewässer, Erhaltung der Bäume mit Horsten, der Lebensräume ohne Gefahrenquellen wie nicht vogelsichere Freileitungen und Windkraftanlagen sowie Erhaltung störungsfreier oder zumindest störungsarmer Fortpflanzungsstätten während der Fortpflanzungszeit vom 1. März bis zum 15. August.

### Tüpfelsumpfhuhn(Porzana porzana)

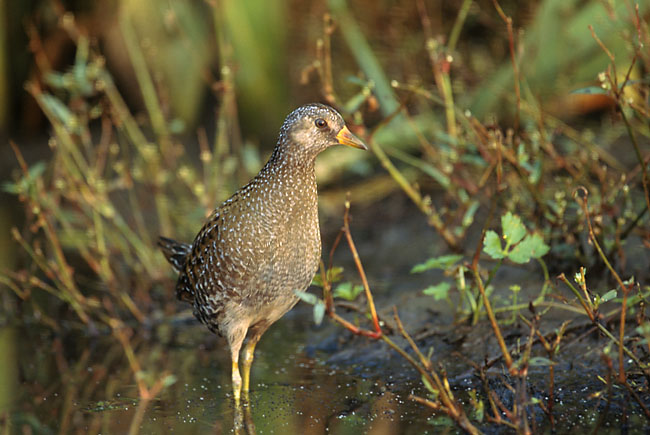
Tüpfelsumpfhuhn

Erhaltung der Verlandungszonen mit niedrig überfluteter abwechslungsreicher krautiger Vegetation wie in Übergangszonen zwischen Röhrichten und Großseggenrieden, im Uferbereich von ausgedehnten Schilfbeständen und in überschwemmten Feuchtwiesen, Erhaltung einer flachen Überstauung der Lebensstätten während der gesamten Fortpflanzungszeit (15. März bis 15. August), Erhaltung der Lebensräume ohne Gefahrenquellen wie Freileitungen, Erhaltung von Sekundärlebensräumen wie staunassen Torfstichen und Entwässerungsgräben mit Schilfstreifen, Seggenbülten und einer lockeren Krautschicht sowie störungsfreier oder zumindest störungsarmer Fortpflanzungsstätten.

### Wasserralle(Rallus aquaticus)
Erhaltung der stehenden Gewässer mit Flachwasserzonen, der Fließgewässerabschnitte und Wassergräben mit deckungsreicher Ufervegetation, der Riede und Moore mit zumindest kleinen offenen Wasserflächen, der deckungsreichen Verlandungsbereiche mit flach überfluteten Röhrichten, Großseggenrieden und Ufergebüschen, der Lebensräume ohne Gefahrenquellen wie Freileitungen, Erhaltung von Sekundärlebensräumen wie aufgelassenen Torfstichen mit vorgenannten Lebensstätten sowie Erhaltung störungsfreier oder zumindest störungsarmer Fortpflanzungsstätten während der Fortpflanzungszeit vom 15. März bis zum 15. September.

### Zwergtaucher(Tachybaptus ruficollis)

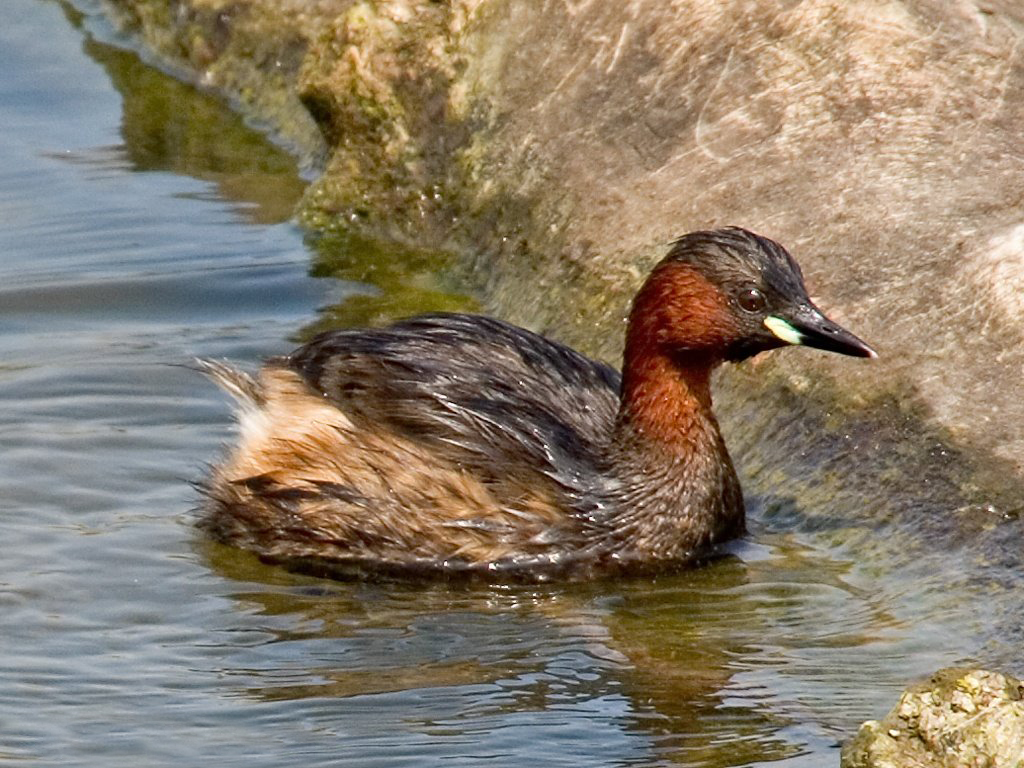
Zwergtaucher

Erhaltung der zumindest stellenweise deckungsreichen Stillgewässer, Feuchtwiesengräben, langsam fließenden Bäche und Wiesengräben, Verlandungszonen mit Röhrichten wie Schilf-, Rohrkolben-, Wasserschwaden- oder Rohrglanzgrasbestände, Erhaltung einer Wasserqualität, die gute Sichtbedingungen für den Beutefang gewährleistet, Erhaltung von Sekundärlebensräumen wie aufgelassene Torfstiche mit vorgenannten Lebensstätten sowie Erhaltung störungsfreier oder zumindest störungsarmer Fortpflanzungsstätten während der Fortpflanzungszeit (15. Februar bis 15. September).

## Zusammenhang mit anderen Schutzgebieten
Mit dem Vogelschutzgebiet Baggerseen Krauchenwies/Zielfingen zusammenhängende Schutzgebiete sind das Naturschutzgebiet Zielfinger Vogelsee (NSG-Nr. 4.202) und der Naturpark Obere Donau.